# Лозовский, Василий Михайлович
Василий Михайлович Лозовский (1 января 1917 — 5 октября 1981) — советский военный моряк, участник Великой Отечественной войны, Герой Советского Союза (05.11.1944). Контр-адмирал (18.02.1958).
В годы Великой Отечественной войны В. М. Лозовский — командир 1-го отряда торпедных катеров 3-го дивизиона торпедных катеров бригады торпедных катеров Северного флота, капитан-лейтенант.

## Биография
Родился в городе Ромны ныне Сумской области (Украина). После окончания школы-семилетки работал на заводе «Пролетарий» в Харькове чернорабочим и мастером по машинам. В 1934 году поступил в Харьковский автомобильный техникум.
В Военно-Морском Флоте с июня 1935 года. В 1940 году окончил Высшее военно-морское училище имени М. В. Фрунзе в Ленинграде. После училища был распределён на Северный флот помощником командира сторожевого катера «МО-11». в ноябре 1940 года назначен командиром сторожевого катера «МО-12». В 1941 году вступил в ВКП(б).
Участник Великой Отечественной войны с июня 1941 года — командир этого сторожевого катера, в сентябре 1941 года переведён командовать катером «МО-161» Охраны водного района Главной базы флота, а уже в декабре 1941 года стал командиром звена катеров в дивизионе истребителей подводных лодок. Уже 30 июня 1941 года при отражении удара немецкой авиации экипаж его катера сбил немецкий бомбардировщик. Впервые в истории ВМФ при обеспечении высадки морского десанта 27 апреля 1942 года с катера «МО‑135» под его командованием были применены реактивные снаряды.
С января 1943 года — командир отряда торпедных катеров Бригады торпедных катеров Северного флота. Участвовал в 250 боевых операциях, из них 20 высадок десантов и разведгрупп, 25 походов на сопровождение конвоев. Потопил 9 вражеских надводных кораблей и 1 подводную лодку, осуществлял минные постановки, осуществлял поиск и спасение экипажей потопленных кораблей и сбитых самолётов. Отлично действовал в Петсамо-Киркенесской наступательной операции: в ночь с 9 на 10 октября 1944 года участвовал в высадке десанта в губе Малая Волоковая, 12 октября в ходе атаки немецкого конвоя потопил транспорт противника, 13 октября участвовал в десанте в Лиинахамари (выполнил задание по высадке отряда в 90 десантников на побережье у одной из немецких береговых батарей, затем способствовал огнём с катеров её успешному захвату десантниками).
Указом Президиума Верховного Совета СССР от 5 ноября 1944 года за образцовое выполнение боевых заданий командования на фронте борьбы с фашистскими захватчиками и проявленные при этом мужество и героизм капитан-лейтенанту Лозовскому Василию Михайловичу присвоено звание Героя Советского Союза с вручением ордена Ленина и медали «Золотая Звезда» (№ 7596).
После войны продолжил службу в ВМФ СССР. С апреля 1945 года командовал отрядом торпедных катеров в бригаде переводимых кораблей Северного флота. С января по декабрь 1946 года командир отряда бригады торпедных катеров Балтийского (затем Южно-Балтийского) флота. В 1947 году окончил командный факультет Высших специальных офицерских классов ВМФ СССР.
В декабре 1947 был назначен старшим офицером отдела оперативной подготовки штаба 8-го ВМФ. В декабре 1950 года вновь убыл на учёбу и в 1953 году окончил командный факультет Военно-морской академии имени К. Е. Ворошилова. С ноября 1953 года служил на Тихоокеанском флоте командиром 166-й бригады торпедных катеров, с сентября 1954 — командиром 165-й бригады торпедных катеров. С октября 1956 года — командир 25-й дивизии торпедных катеров Тихоокеанского флота. С апреля 1957 по сентябрь 1959 года — командир военно-морской базы «Стрелок» Тихоокеанского флота.
В 1961 году окончил Военную академию Генерального штаба ВС СССР. С октября 1961 года — начальник вооружения и снабжения — заместитель начальника тыла Северного флота. С декабря 1964 года — начальник 3-го отделения — заместитель начальника Управления железнодорожных и водных сообщений Министерства обороны СССР, с марта 1965 года — начальник отдела — помощник начальника Центрального управления военных сообщений.
Кроме военной службы, всю жизнь занимался подводным плаванием. С 1973 по 1980 годы был председателем Федерации подводного спорта СССР и членом исполнительного бюро Всемирной федерации подводного плавания.
Умер 5 октября 1981 года. Похоронен на Востряковском кладбище в Москве.

## Награды
- Медаль «Золотая Звезда» Героя Советского Союза (№ 5057, 5.11.1944);
- орден Ленина (05.11.1944);
- четыре ордена Красного Знамени (13.08.1941; 26.06.1944; 02.11.1944; 26.10.1955);
- орден Нахимова 2-й степени (№ 79 от 10.07.1944);
- орден Отечественной войны 1-й степени (05.05.1943);
- два ордена Красной Звезды (15.11.1950; 22.02.1968);
- орден «За службу Родине в Вооружённых Силах СССР» 3-й степени (30.04.1975);
- Медали, в том числе:
  - медаль «За боевые заслуги» (05.11.1946);
  - медаль «За оборону Советского Заполярья» (1944);
  - юбилейные медали;
- именное оружие (1967).

## Память
- Мемориальная доска установлена в городе Ромны, Украина, на здании школы № 11 (улица Горького, 121), в которой учился Герой[5].
- Имя указано на мемориальной доска на здании бывшего штаба ВМБ «Стрелок» (ЗАТО Фокино, Приморский край).
- В городе Ромны есть улица Адмирала Лозовского.
- Также в городе, где родился Василий Михайлович, на «Аллее Героев» установлен памятный стенд[6].